# إنبات

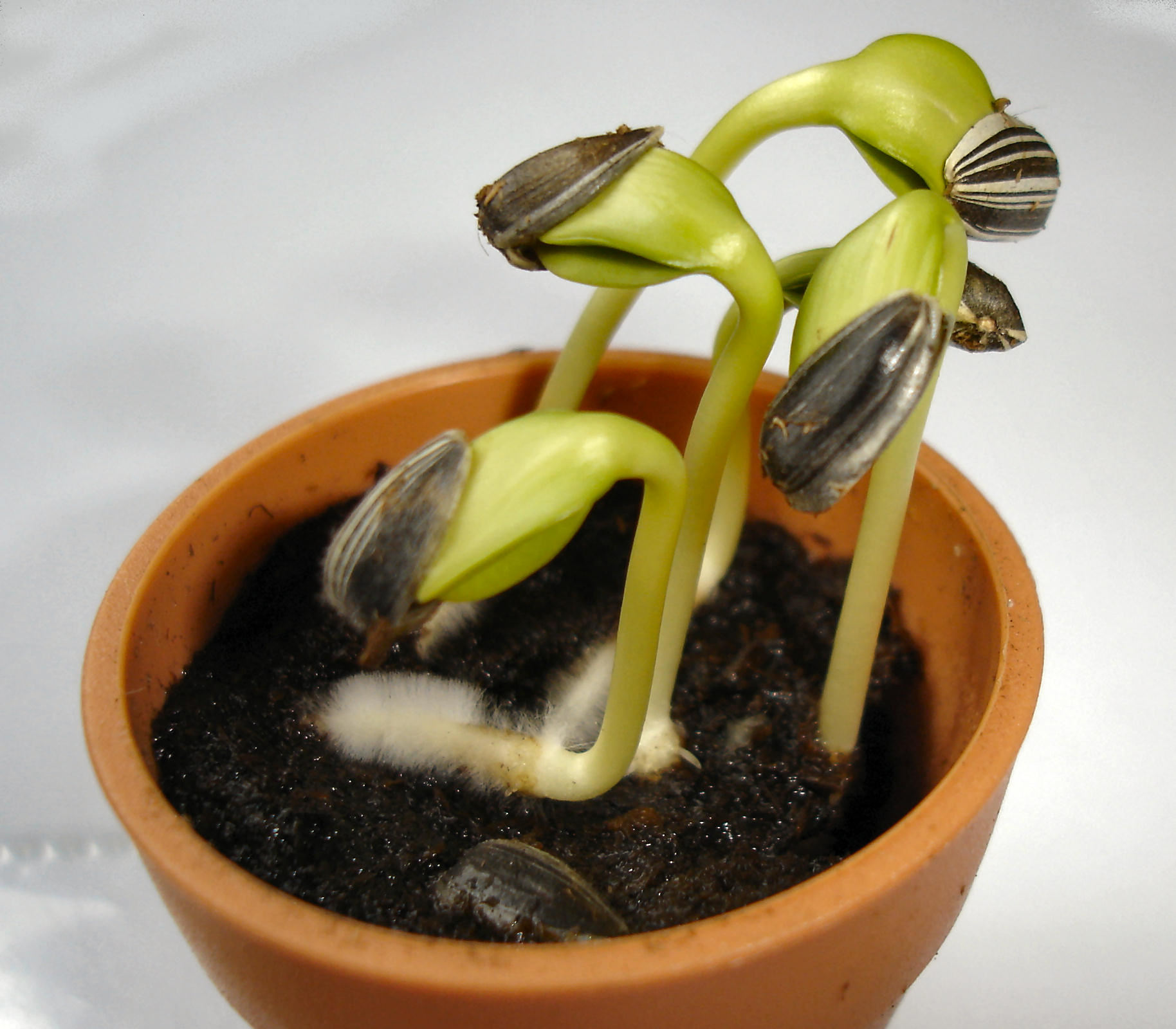
حبوب دوار الشمس بعد ثلاثة أيام من إنتاشها

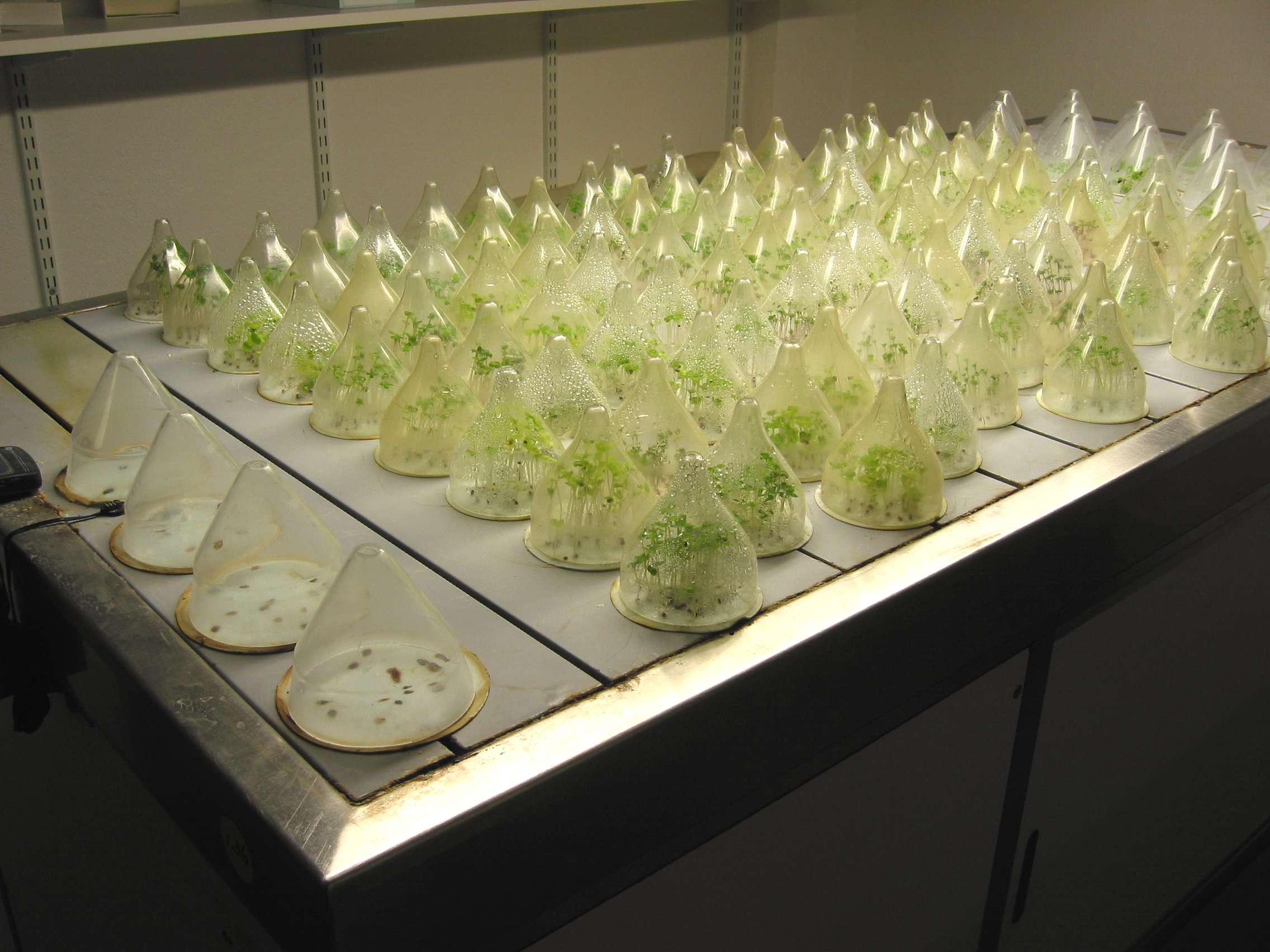
اختبار معدل الإنتاش على طاولة متخصصة

الإنبات أو الإنتاش بداية نمو ساق النبات وأوراقها (الأجزاء الخضراء) فوق الأرض، وخروج جنين البذرة من فترة السبات إلى فترة النشاط 
تعطي البادرة التي تُنْتج النبات الفتيّ. ومن هذه الظواهر ما يرتبط بعوامل داخلية خاصة بالبذور، ومنها ما يرتبط بعوامل خارجية، ومنها ما هو مصحوب بمظاهر شكليّة، ومنها ما هو مصحوب بمظاهر فيزيولوجية.

## العوامل الداخلية الخاصة بإنتاش البذور

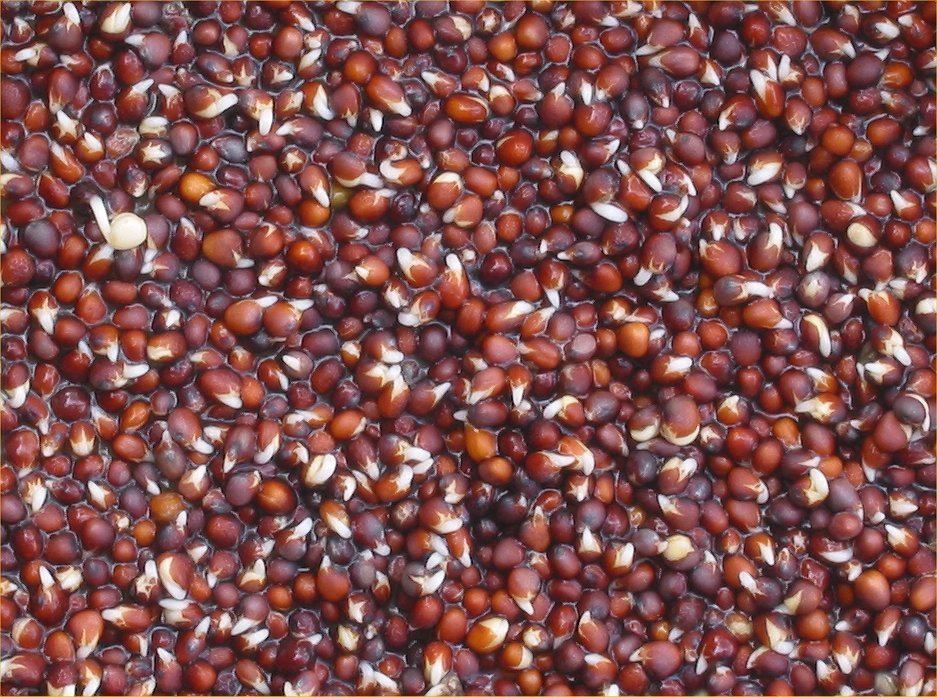
براسيكا germinating seeds

ينتش بعض البذور بمجرد توفير الشروط الخارجية المناسبة، في حين يتعذر إنتاش بذور أخرى لدخولها في حالة هجوع dormancy وهنالك نوعان من الهجوع: الهجوع الابتدائي وهو عدم مقدرة البزور على الإنتاش في زمن ما يتغير بتغير الأنواع المدروسة، والهجوع الثانوي وهو فقدان البذرة القدرة على الإنتاش مؤقتاً ريثما تتوفر لها شروط مناسبة. ويمكن في بعض الحالات مصادفة النوعين من الهجوع في آن واحد. يتم الهجوع الابتدائي بتأثير عدد من العوامل، يُذكر منها على سبيل المثال: المثبطات الآلية والمثبطات الكيمياوية. فالمثبطات الآلية هي المثبطات الناشئة عن غلاف البذرة أوالثمرة، والتي تحول دون تنامي الجنين، كعدم نفوذية الغُلُف للماء كما في النفل Trifolium أو عدم نفوذية الغُلُف للأكسجين كما في الشُبّيط (الصَفَرة) Xanthium.
والمثبطات الكيمياوية مثبطات كامنة في غلاف بزور الأجاص والتفاح وفي لحافات بزور الملفوف والخسّ، وهي في أغلب الأحيان حموض عضوية يؤدي زوالها إلى انتقال الجنين من مرحلة إلى أخرى. ومن هذه المثبطات الكيمياوية ما تحرر بتفككها حمض سيان الهدروجين HCN كما في الخوخ Prunus، أو تحرر سكريات غير متجانسة heteroside كما في الخردل الأبيض، أو تحرر لاكتونات كما في الغبيرا Sorbus، أو تحرر ألدهيدات كما في الأقماح الطرية، أو تحرر النشادر كما في الشوندر، أو تحرر الإتيلين كما في التفاح والإجّاص، أو تحرر مركبات عطرية كما في الحمضيات. ومن مثبطات نمو البذور ما يتمثل بعدم اكتمال نضج الجنين كما في الفيكارية Ficaria، أو بحاجة الجنين إلى برودة ورطوبة محددتين يتعرض إليهما في الشتاء كما في إنتاش بذور التفاح والإجّاص والكرمة، أو يتمثل بحاجة الجنين إلى جفاف يوصله إلى مرحلة النضج كما في المِجْزاعة Impatiens.
يرتبط الهجوع الثانوي بعوامل خارجية تثبط نمو البذور من أبرزها: الضوء، فيما يتصل بنبات الحبة السوداء أو حبة البركة Nigella التي تنتش عادة في الظلام، والظلمة فيما يتصل ببذور التبغ التي تُنتش عادة في الضوء، وعامل البرودة، فيما يتصل بنبات السرغوم Sorghum، ونقص الأكسجين المرافق لزيادة ثاني أكسيد الكربون CO2 في الملفوف الأبيض Barassica alba. وينقطع هجوع البزور بوساطة عدد من العوامل الخارجية من أبرزها تفكك الغُلُف البذرية والبصلية بوساطة العضويات الدقيقة المتوافرة في التربة، أو غسل الغُلُف البذرية بالماء الذي يُخلِّصها من المثبطات الكيمياوية، أو حك البذور بالرمل أو بورق الزجاج، أو استخدام بعض الحموض القوية لمدة 15 دقيقة، أو استخدام الكحول الذي يزيل المواد الدهنية، أو توفير البرودة والرطوبة المتوافقتين مع حاجة الأنواع النياتية. ويتطلب إنتاش بزور العربي الشائك Arabis hispida برودة تُراوح بين 1ـ 10ْ درجات مئوية تستمر من 3 - 4 أشهر، ويتطلب إنتاش بزور تَنُّوب أريزونة Abies arizonica برودة تُراوح بين 1 - 5ْ درجات مئوية تستمر مدة شهر واحد، وهذا ما يوفره شتاء المناطق المعتدلة.
يقوم الإنسان بتقليد الطبيعة بقطع الهجوع وذلك بوضع البذور التي تهمه على شكل طبقات في رمل رطب داخل غرفة مبردة ومزودة بالأكسجين الكافي، وتحدد درجات الحرارة ومدة المعالجة اللازمة بحسب النوع النباتي. وتسمح هذه الطريقة بإزالة الهجوع الناتج عن الغُلُف والهجوع الجنيني في آن واحد بحيث تصبح البزور بعد هذه المعالجة قادرة على الإنتاش إثر توافر الشروط المناسبة. لقد تمكن بعض الباحثين من إثبات ظهور بعض الحموض الأمينية التي لا غنى عنها للإنتاش كالأرجنين arginine والغليسين glycine بعد عملية المعالجة السابقة. وعلى العكس من ذلك تحتاج بعض البزور إلى التعرض للجفاف كي يزول هجوعها وتُراوح المدة التي تحتاج إليها ما بين أسبوعين في حالة نبات ليبيديوم فرجينية Lepidium virginicum. وعدة أسابيع في نبات المجزاعة وقد تصل إلى سبع سنوات في حالة نبات السُعْذ المستدير Cyperus rotunous ذلك أن موت خلايا الغلف يزيد من نفوذية هذه الخلايا، وفي حالات أخرى يكفي تعريض البزور للضوء أو للظلمة بحسب الحال كي يتم الإنتاش. فالإنارة تؤثر في عمل الإنظيمات وهرمونات النمو، فزيادة الإنارة تعيق الإنتاش وتؤثر إضافة لما سبق في آليات التنفس.
وأخيراً فإن لبعض المواد أثراً لا يستهان به في نشاط الجنين كحمض الجبَّيريلي gibberellic والنترات التي تفعل فعل الإنارة، أما المركبات الكبريتية فيمكن أن تحل جزئياً محل فعل البرودة الرطبة.

## العوامل الخارجية الخاصة بإنتاش البذور

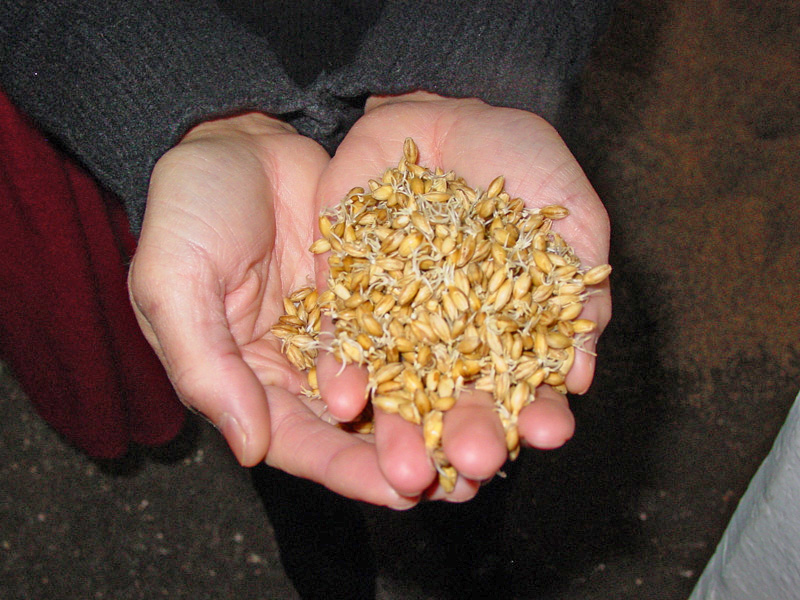
Malted (germinated) شعير grains

لا تنتش البذور وإن وصلت إلى المرحلة التي تمكنها نظرياً من الإنتاش، إلاَّ إذا توافرت لها العوامل الخارجية المناسبة، كالعوامل الفيزيائية والكيماوية للوسط الذي توجد فيه البزرة وخاصة الماء والأكسجين والحرارة والضوء إضافة إلى العوامل الحيوية في بعض الحالات.

### دور الماء في إنتاش البذور
الماء ضروري للإنتاش، فهو يعمل على استعادة النشاط الخلوي بإماهته للمدخرات الممثلة بحبات الألورون مثلاً، كما يعمل على زيادة النفوذية الخلوية للمواد المستقلبة، وأخيراً يُسهِّلُ الماء المبادلات الغازية التي يتعذر إجراؤها في حالات جفاف الأغشية الخلوية. وهكذا يمكن التحقق من أن البذور تمتص الماء بمقدار يبلغ 40 - 150% من وزنها الجاف، وذلك بحسب نوع النبات والمدخرات الموجودة في بذوره. فالبذور الزيتية كالخروع مثلاً تحتاج إلى كمية من الماء أقل مما تحتاج إليه البذور النشوية كالذرة.
يختلف إمكان توفير الماء للبذور باختلاف طبيعة التربة، فالتربة الغضارية مثلاً تحتجز الماء في حين تتخلى الترب الرملية عن مائها بسهولة، كما تسهم الحرارة في زيادة التشرب. وأثر الطبيعة الكيمياوية للغُلُف المحيطة بالبذرة كبير في هذا المجال: فالغُلُف المخاطية في بزور الكتان تساعد في جذب الماء في حين تَحُدُّ النسج القاسية المتخشبة من دخول الماء، كما في بذور نبات عروس النيل (وردة النيل) Nelumbo. وأخيراً فإن للضغط الحلولي للوسط أثراً في نسبة امتصاص الماء كما في الترب الملحية مثلاً.

### دور الأكسجين في إنتاش البذور
تحتاج أغلب النباتات إلى الأكسجين في أثناء الإنتاش ولهذا يتحقق الإنتاش جيداً في الشروط المناسبة من حيث التهوية ونسبة الأكسجين في الهواء، أي إذا كان الهواء فقيراً إلى الأكسجين فإنه يؤدي إلى عرقلة الإنتاش، وهذا ما يُلاحظ في الترب الكتيمة جداً وفي طين المستنقعات. غير أن هناك بعض الأنواع التي تشذ عن هذه القاعدة العامة كنبات الرز والنجيل Cynodon dactylon والتيفة Typha أو عشبة البرك أو ذنب الهر التي تنمو في المياه الآسنة القليلة الأكسجين.

### دور الحرارة في إنتاش البذور
تختلف درجة الحرارة الفضلى للإنتاش باختلاف نوع النبات، إذ يتطلب الخردل Sinapis مثلاً حرارة لا تقل عن درجة مئوية واحدة ولا تزيد على 36ْم، أما الدرجة الفضلى فتتراوح غالباً بين 28 و30ْم.
وتختلف سرعة الإنتاش باختلاف درجات الحرارة، فقمح الشتاء مثلاً يحقق في يومين وبدرجة حرارة 12ْم نسبة من الإنتاش يحتاج إلى ستة أيام في تحقيقها عندما تكون درجة الحرارة 4ْم فقط. وفي هاتين الدرجتين من الحرارة تحتاج بزور السبانخ من 4 - 9 أيام لتحقيق نسبة الإنتاش نفسها. وأخيراً فإن للتبدلات الداخلية الدورية للحرارة أثراً إيجابياً في إنتاش بزور البصل وبعض أنواع الحبوب بحيث تكون درجة الحرارة 20ْم نهاراً و5ْم ليلاً.

### دور الضوء في إنتاش البذور
ينتش نحو70% من النباتات جيداً في الضوء، في حين ينتش 25% من النباتات فقط في الظلام، أما النباتات الباقية فيمكن أن تنتش في الضوء وفي الظلام على حد سواء كما في الحبوب والقرنيات.

## دور العوامل الحيوية في إنتاش البذور
يتدخل الوسط بما يحويه من كائنات حية في عملية الإنتاش وسوف يكتفى هنا بالإشارة إلى ثلاثة أدوار هي: مثبطة ومنشطة وتعايشية.
أ - الدور المثبط: كما هي حال ثمار البزور التي تثبط إنتاش البزور الموجودة بداخلها (الطماطم)، كما تطلق جذور بعض النباتات مواد تثبط إنتاش الأنواع الأخرى بجوارها.
ب - الدور المنشط: وهو عكس الحالة السابقة إذ تبين أن بعض المفرزات الجذرية تنشط الإنتاش كما في حالة بعض النباتات المتطفلة كالجعبيل Orohanche والأصْطريغة الصفراء Striga lutea حيث ينشط إنتاشها بوجود إفرازات جذور النبات المضيف.
ج - الدور التعايشي: وتُصادف في بعض السحلبيات، حيث يقوم الفطر المتعايش بتحريض الإنتاش بتقديم بعض العناصر المغذية، وخاصة العناصر النَدْرَة lements oligo الضرورية للنبات كما أن الأريكة Erica والقَلُونُة Calluna تخضعان لعمليات مماثلة.

## المظاهر الشكلية الخاصة بنمو البذور
أول مظاهر الإنتاش انتفاخ اللحافات والبزرة بمجملها نتيجة لامتصاص الماء، وتفتق الغُلُف في بضع ساعات، ويلي ذلك تنامي الجذير، وظهور الأجزاء الهوائية في عدة أيام.
ويمكن تمييز عدة نماذج للإنتاش بحسب البذرة وأسلوب نمو البادرة، فهناك الإنتاش تحت الأرضي hypogeous إذ تبقى البذرة داخل التربة كما في البَزِلياء. وهناك الإنتاش فوق الأرضي epigeous كما في الفاصولياء والخروع إذ تصعد البزرة فوق سطح التربة، ويعود السبب في ذلك إلى الفرق بين مناطق النمو في البادرة. ففي الإنتاش تحت الأرضي يكون المحور فوق الفلقي هو الذي يتطاول، أما في النموذج فوق الترابي فإن النمو يتم خاصة في المحور تحت الفلقي بحيث تظهر الفلقات، والسويداء تحت سطح التربة في حال وجودها، والبريعم gemmule محمولة فوق سطح التربة.
تتم مظاهر الإنتاش في بعض الفصائل بأسلوب خاص كما في النخيل إذ تتألف البزرة من سويداء عاجية ويتم الإنتاش بخروج الجذير أولاً بحيث تَنْغَرس البادرة في التربة بنمو حبل فلقي وفي مرحلة لاحقة يتحرر البريعم ممزِّقاً الغمد الفلقي.
وفي النجيليات يكون الجذير محاطاً بغمد يدعى غمد الجذير coleorhiza، أما البريعم فيحاط بغمد يدعى غمد البريعم coleoptile، ويتم النمو لعدة أيام داخل هذين الغمدين قبل أن يتمزقا ليبرز الجذير الفتي من جهة والسويقة من الجهة الأخرى.

## المظاهر الفيزيولوجية الخاصة بنمو البذور

### نفوذ الماء إلى النبات
يبدأ الإنتاش بدخول كميات كبيرة من الماء عبر الغلف التي تصبح نفوذة عندئذ، هذه النفوذية ليست واحدة في كل أجزاء الغُلُف، ففي الشعير والقمح تكون النفوذية في البداية على مستوى الخِلاسَة chalaze، وبدءاً من ذلك فإن التشرب يحيط شيئاً فشيئاً بالجنين ثم يصل إلى السويداء.
تعود قوة المص (العجز في الضغط الانتثاري) التي تسحب الماء إلى البذرة إلى وجود الغرويات، ففي الحبوب والترمس والبِسِلة pisum أو البزلياء تبين أن قوى العجز في الضغط الانتثاري هي من رتبة 1200 كغ/سم2 وطبيعي أن مثل هذه القيمة لا تتحقق إلا في بدء الظاهرة ثم تميل إلى الانخفاض انخفاضاً واضحاً كلما زاد دخول الماء، مما يؤدي إلى انتفاخ البذور الذي يلاحظ في أثناء عملية الإنتاش.
إن لمحتوى التربة من الماء أهمية كبيرة، ذلك أن الماء الحر هو الذي يستطيع النفاذ إلى داخل البزرة ولذلك لابد من كمية من الماء أكبر من تلك التي تتشربها البزرة لتحقيق الإنتاش، وتساوي هذه الكمية 3% في حالة الرمل و13% في الترب الغنية بالدُّبال. وتختلف هذه الكميات من نوع نباتي إلى آخر ومن تربة إلى أخرى، وفي كل الأحوال فإن محتوى التربة من الماء يجب ألا يقل عن نقطة الذبول الدائم.
وأخيراً لابد من الإشارة إلى ضرورة عدم تجاوز كمية الماء الواجب تقديمها للإنتاش حداً معيناً، لأن إغراق البذور يؤدي إلى تعفنها نتيجة سوء التهوية.

### فعل الأكسجين
يتجلى الإنتاش باستئناف النشاط التنفسي الذي يكون ضعيفاً جداً في مرحلة الحياة البطيئة السابقة. وتزداد الشدة التنفسية ازدياداً كبيراً في بداية الإنتاش إذ تقدر شدة التنفس بطرح 500 سم3 من غاز الكربون في الساعة لكل كيلوغرام من بزور القمح. وتبلغ الشدة التنفسية حدها الأقصى بعد أسبوع من بدء الإنتاش ثم تأخذ بالتناقص حتى تصل إلى الحد الطبيعي للنبات، وتجدر الإشارة إلى أن بعض البزور يمكنها البدء بالإنتاش في غياب الأكسجين كما في بذور البيقية Vicisativa والنفل.

### حرارة الإنتاش
تطلق البذور في تنمو كمية لا يستهان بها من الحرارة، ويتم انطلاق الحرارة - غالباً - على مرحلتين: المرحلة الأولى فيزيائية مرتبطة بظاهرة التشرب التي تتم على مستوى المدخرات، ولا تستمر إلا لمدة قصيرة. أما المرحلة الثانية فهي فيزيولوجية أكثر استمراراً من الأولى، وترافق التنفس. وتتبدل حرارة الإنتاش بحسب الشروط الخارجية، وتراوح عادة بين 80 - 2000 كيلو حريرة لكل كيلو غرام من البذور.

### استخدام المدخرات والنشاط الاستقلابي
لا غنى للجنين عن الشروط السابقة كي يعود إلى الحياة النشطة ويعود قادراً على النمو واستهلاك المدخرات الموضوعة بتصرفه. فالعناصر المعدنية المختزنة في الفلقات والسويداء تنتقل نحو الجنين الذي يغتذي بها وخاصة بعناصر الفسفور والبوتاسيوم والصوديوم والكلسيوم والحديد والمغنزيوم. وتتدخل هذه الشوارد وخاصة الفسفور في عمليات تركيب عضوي مختلفة: فمواد الادخار (غلوسيدات، ليبيدات، بروتيدات) الموجودة في الفلقات والسويداء والبذراء المحيطية perisperm تتعرض لعمليات هضم تستخدمها البادرة في تهيئة خلايا جديدة. وتتحلل المدخرات الغلوسيدية من عديد السكريد إلى سكريات ثنائية وسكريات بسيطة كما في« تدرك» حبات النشاء مثلاً، في حين تنشطر الليبيدات إلى غليسيرول وحموض دسمة، أما تحول المدخرات البروتيدية فيلاحظ بسهولة في أثناء تحول حبات الألورون إلى فجوات إذ تتحرر الحموض الأمينية، ومن ثم، ونتيجة لعدد من المتحولات، تظهر بعض المركبات الآزوتية المختلفة كالأميدات التي تظهر في الترمس Lupinus وعباد الشمس.
تتدخل الإنزيمات تدخلاً طبيعياًَ. وخاصة إنزيمات الحل بالماء، لتحقيق التحولات السابقة. ويعتقد أن تكوّن هذه الإنزيمات يسبق مرحلة الإنتاش لوجودها بغزارة في مناطق محددة، ففي النجيلية مثلاً تَغْزُر الإنظيمات في منطقة الترس scutellum أما في البلح فتتوضع الإنظيمات بغزارة في منطقة التماس بين الفلقة ومدخرات (هيميسيللوز) البذرة. ترتبط هذه التحولات ارتباطاً وثيقاً بقدرة النباتات على استخدام المستقلبات metalialites المتحررة بحادثة التنفس، ذلك أن الطاقة الناتجة عن عمليات الأكسدة التنفسية، توضع تحت تصرف النبات لاستخدامها في عمليات التركيب. إن دراسة شدة الحاصل التنفسي respiratory quotient تقدم معلومات دقيقة عن النشاط الكيمياوي الذي يتم داخل الخلية. ففي الحبوب مثلاً يلاحظ عند بداية الإنتاش تزايد الشدة التنفسية تزايداً كبيراً وذلك بسبب استخدام الجنين للمدخرات، وبسبب الطاقة الناتجة عن التحلل المائي للسويداء، بعد ذلك تتناقص شدة التنفس بسبب نقص المدخرات النشوية من جهة وبدء استخدام المدخرات البروتيدية من جهة ثانية. وأخيراً تطرأ زيادة طفيفة على الشدة التنفسية إلا أنها أقل أهمية من السابقة، وتتم عندما يبدأ النبات الفتي بالاغتذاء ذاتياً. ومن الطبيعي القول إن هذه المبادلات الغازية بكاملها إنما تتم في الجنين.
تقدم دراسة الحاصل التنفسي معلومات أفضل عن طبيعة المدخرات المستهلكة؛ فالحاصل التنفسي يكون مساوياً الواحد عندما تُستهلك السكريات استهلاكاً رئيسياً. ويصبح هذا الحاصل 7,0 عند استهلاك الشحوم ويصل إلى 0.8 عند استهلاك البروتيدات. ففي الحبوب يكون الحاصل التنفسي مساوياً الواحد في البداية، وبعد ذلك بوقت لا بأس به، وعند بدء استخدام البروتيدات تصبح قيمة الحاصل التنفسي 0.75 ثم يصعد بعد ذلك.
عندما تكون المدخرات الشحمية هي المسيطرة فإن الحاصل التنفسي يبقى مدة قصيرة مساوياً الواحد إلا أنه لا يلبث أن يهبط إلى 0.7 وقد يصل أحياناً إلى 0.3 وذلك لأن الشحوم لا تستخدم في عمليات الأكسدة التنفسية وحسب، بل يمكن أن يتحول قسم منها إلى نشاء. ويحدث مثل هذا التطور أيضاً في البزور البروتيدية.
تؤدي هذه التحولات الكيمياوية التنفسية إلى تحرر الطاقة التي يستخدمها النبات لتصنيع مركبات غنية بالطاقة كالأدينوزين الثلاثي الفوسفات ATP الذي يعد ضرورياً جداً لعمليات التركيب الخلوية المرافقة للنمو، ثم يصرف على هيئة عمل (انتقال الخلايا في أثناء تشكل نسج جديدة، هجرة مواد) وأخيراً تتحرر حرارةً في الوسط المحيط. فعلى سبيل المثال تفقد بذور نبات عباد الشمس في ثمانية أيام نصف محتوياتها من المواد الزيتية فتحولها إلى حرارة.